# Martin-Baker M.B.1
El Martin-Baker M.B.1 fue un monoplano de ala baja británico diseñado y construido en los años 30 del siglo XX, convirtiéndose el primer diseño de la compañía Martin-Baker en ser construido. Los siguientes diseños de la compañía estuvieron muy influenciados por este diseño inicial.

## Diseño y desarrollo
Formada en 1934 por James Martin y el Capitán Valentine Baker, la compañía Martin-Baker se había embarcado inicialmente en un infructuoso diseño de monoplano biplaza de ala baja conocido como M.B.1, antes de completar un diseño de autogiro de Raoul Hafner, probado por el Capitán Baker en el Aeródromo de Heston.
Consiguiendo ayuda financiera de un amigo empresario interesado en la aviación, Martin pasó al diseño y construcción de un pequeño avión de turismo biplaza que llevaba la misma designación que el anterior proyecto. Partiendo de la configuración poco usual de motor central, sin embargo la nueva aeronave era un ejemplo de diseño avanzado.
La construcción comprendía un método simple, aunque altamente ingenioso, que usaba tubería redonda de acero de poco espesor para la estructura, con recubrimiento de tela. Propulsado por un pulcramente capotado motor lineal de seis cilindros Napier Javelin de 160 hp que movía una hélice de madera de paso fijo, el montaje tubular fue diseñado de tal manera que todas las partes fueran fácilmente accesibles y poseía arranque eléctrico. El simple tren de aterrizaje de construcción tubular llevaba neumáticos de baja presión y empleaba soportes con amortiguadores.
Martin creía que la simplicidad conduciría a la eficiencia y se preocupó de eliminar operaciones complicadas, con el resultado de que el prototipo fue rápidamente montado por un pequeño grupo de 12 trabajadores semicualificados. Esta filosofía de diseño se llevó a cabo a través de la simple estructura, con mucha previsión dada a su cabina y al diseño general. Las alas también fueron diseñadas para plegarse hacia atrás con una operación realizada por una sola persona, para facilitar el almacenamiento. Se llevaban largos depósitos de combustible triangulares de aluminio soldado, diseñados para ser fácilmente desmontados, en el centro de cada larguero alar.
Aunque el principal interés de esta aeronave era su diseño, un periódico aeronáutico contemporáneo informó: "Los asientos son cómodos y la cabina está totalmente cerrada, con una cubierta transparente ovalada. El parabrisas es una afilada uve, con cristales frontales verticales, que no deberían recoger la lluvia fina o la nieve, y deberían eliminar cualquier reflejo de la iluminación interna o externa".

### Pruebas y evaluación
Aerodinámicamente un diseño sencillo, cuando fue probado en vuelo en abril de 1935, el M.B.1 (G-ADCS) alcanzó una velocidad máxima de 201 km/h y se encontró que poseía unas agradables características de vuelo, que se convirtieron en sello de calidad de los diseños de Martin-Baker. El Piloto de Pruebas Jefe del M.B.1 fue el Capitán Baker.
Aunque el prototipo del M.B.1 resultó destruido en un incendio en el hangar de talleres en Denham, Uxbridge, en marzo de 1938, las muchas lecciones valiosas aprendidas durante su diseño, construcción y pruebas fueron aprovechadas en la producción del siguiente diseño de la compañía, el M.B.2.

## Especificaciones
Referencia datos: British civil aircraft 1919-1972 Volume III

### Características generales
- Tripulación: Dos
- Longitud: 8,8 m (28,9 ft)
- Envergadura: 11,3 m (37 ft)
- Superficie alar: 19,1 m² (205,6 ft²)
- Perfil alar: Clark Y[6]
- Peso vacío: 707 kg[7]
- Peso cargado: 1065 kg[7]
- Planta motriz: 1× motor lineal invertido de seis cilindros refrigerado por aire Napier Javelin IIIA.
  - Potencia: 120 kW (165 HP; 163 CV)
- Hélices: Bipala de madera de paso fijo

### Rendimiento
- Velocidad máxima operativa (Vno): 225 km/h[7]
- Velocidad de entrada en pérdida (Vs): 80 km/h[7]
- Alcance: 3,5 h[7]

## Aeronaves relacionadas

### Secuencias de designación
- Secuencia M.B._ (interna de Martin-Baker): M.B.1 - M.B.2 - M.B.3 - M.B.4 →